# Nemeritis divida
Nemeritis divida är en stekelart som beskrevs av Dbar 1985. Nemeritis divida ingår i släktet Nemeritis och familjen brokparasitsteklar. Inga underarter finns listade i Catalogue of Life.